# Søndre Ringvej (Assens)
 For alternative betydninger, se Søndre Ringvej. (Se også artikler, som begynder med Søndre Ringvej)
 Søndre Ringvej  er en to sporet ringvej der går igennem sydlige Assens. Vejen er med til at lede færgetrafikken syd om Assens Centrum og ned havnen hvor der er færge til Bågø, så byen ikke bliver belastet af for meget gennemkørende trafik.
Vejen forbinder Fåborgvej i vest med Østergade i øst, og har forbindelse til Dalvænget, Skovvej, Stejlebjergvej, Løimarksvej, Rådhus Allé og Næsvej.